# Паньковская
Паньковская — деревня в Харовском районе Вологодской области на реке Шапша.
Входит в состав Шапшинского сельского поселения, с точки зрения административно-территориального деления — в Шапшинский сельсовет.
Расстояние по автодороге до районного центра Харовска — 36 км, до центра муниципального образования Шапши — 2 км. Ближайшие населённые пункты — Шапша, Ципошевская, Деревенька Шапшинская.
По переписи 2002 года население — 4 человека.